# Gol, Buskerud
Golⓘ là một đô thị ở hạt Buskerud, Na Uy.
Gol được lập thành đô thị ngày 1 tháng 1 năm 1838 (xem formannskapsdistrikt). Hemsedal đã được tách ra từ Gol năm 1897.
Về phía bắc đô thị này giáp Nord-Aurdal, Oppland, về phía đông giáp Sør-Aurdal, Oppland, về phía nam giáp Nes, về phía tây giáp Ål và Hemsedal. Dạng tiếng Na Uy cổ của tên gọi là Gorð. 
The huy hiệu được chọn vào thời hiện đại (1985).